# Francesca Carbone
Francesca Carbone (Genova, 17 luglio 1968) è un'ex velocista italiana, specializzata nei 400 metri piani.

## Biografia
Cresciuta nella Società Sportiva Trionfo Ligure, club in cui ha militato dal 1982 al 1986, ha gareggiato successivamente per Snia BPD Milano, Sisport Fiat Torino e Snam Milano, tornando alla Trionfo Ligure nel 2002. È stata consigliere nazionale FIDAL in rappresentanza degli atleti dal 2001 al 2004, consigliere provinciale dell'Associazione Atleti Azzurri d'Italia dal 1993 al 2003.

## Record nazionali
Seniores
- Staffetta 4×400 metri: 3'26"69 ( Parigi, 20 giugno 1999) - con Virna De Angeli, Patrizia Spuri e Danielle Perpoli (record detenuto fino al 1º agosto 2010)
- Staffetta 4×400 metri indoor: 3'35"01 ( Gand, 27 febbraio 2000) - con Virna De Angeli, Patrizia Spuri e Carla Barbarino (record detenuto fino al 6 marzo 2011)

## Palmarès
| Anno | Manifestazione          | Sede     | Evento      | Risultato  | Prestazione | Note             |
| ---- | ----------------------- | -------- | ----------- | ---------- | ----------- | ---------------- |
| 1993 | Giochi del Mediterraneo | Narbona  | 400 m piani | Bronzo     | 53"18       |                  |
| 1994 | Europei                 | Helsinki | 4×400 m     | Semifinale | 3'33"31     |                  |
| 1995 | Mondiali                | Göteborg | 4×400 m     | Semifinale | 3'30"88     |                  |
| 1997 | Mondiali                | Atene    | 4×400 m     | 8º         | 3'30"63     |                  |
| 1997 | Giochi del Mediterraneo | Bari     | 4×400 m     | Oro        | 3'29"98     |                  |
| 1998 | Europei                 | Budapest | 400 m piani | Semifinale | 53"74       |                  |
| 1998 | Europei                 | Budapest | 4×400 m     | 7º         | 3'29"31     |                  |
| 1999 | Mondiali                | Siviglia | 4×400 m     | 8º         | 3'29"56     |                  |
| 2000 | Europei indoor          | Gand     | 4×400 m     | Argento    | 3'35"01     | Record nazionale |
| 2000 | Giochi olimpici         | Sydney   | 4×400 m     | Semifinale | 3'27"23     |                  |
| 2001 | Giochi del Mediterraneo | Tunisi   | 4×400 m     | Argento    | 3'38"90     |                  |

## Campionati nazionali
- 11 titoli italiani assoluti (400 m piani e staffetta 4×200 m e 4×400 m)
- 20 titoli italiani di società (400 m piani e staffetta 4×400 m)
- 5 titoli italiani universitari (400 m piani e staffetta 4×400 m)